# Awjila-Sokna jezici
Awjila-Sokna jezici, jedna od dviju malenih podskupina istočnoberberskih jezika kojima govori oko 8.600 ljudi u području Kirenaike i Tripolitanije u Libiji. 
Obuhvaća svega dva jezika, to su awjilah [auj] s 3,000 govornika (2000) i sokna ili Sawknah [swn] s 5,600 govornika (2006). S podskupinom Siwa (1 jezik) iz Egipta čini istočnoberbersku skupinu berberskih jezika.

## Vanjske poveznice
- Ethnologue (14th)
- Ethnologue (15th)